# Handleyomys
Handleyomys (Voss, Gómez-Laverde, & Pacheco, 2002) è un genere di roditori della famiglia dei Cricetidi.

## Etimologia
Il genere è stato intitolato allo zoologo statunitense Charles Overton Handley.

## Descrizione

### Dimensioni
Al genere Handleyomys appartengono roditori di piccole dimensioni, con lunghezza della testa e del corpo tra 80 e 130 mm, la lunghezza della coda tra 75 e 110 mm e un peso fino a 34 g.

### Caratteristiche craniche e dentarie
Il cranio è lungo ed affusolato, la scatola cranica è tondeggiante e liscia. Gli incisivi superiori sono lisci ed opistodonti, ovvero con le punte rivolte verso l'interno della bocca. Le file dei molari sono parallele tra loro.
Sono caratterizzati dalla seguente formula dentaria:

### Aspetto
La pelliccia è corta, fine e soffice. Le parti dorsali sono solitamente grigio-brunastre, più scure lungo la spina dorsale, mentre le parti ventrali sono grigiastre o giallo-brunastre. Le orecchie sono relativamente piccole e cosparse di corti peli. Il dorso delle zampe è ricoperto di corti peli chiari, i palmi e le piante sono privi di pigmento e provvisti di cinque e sei cuscinetti carnosi. I piedi sono lunghi e sottili con le dita più esterne più corte di quelle centrali e con dei lunghi ciuffi di peli argentati alla base di ogni artiglio. La coda è più lunga della testa e del corpo, è uniformemente scura e priva di peli. Le femmine hanno tre paia di mammelle. Sono privi di cistifellea.

## Distribuzione
Il genere è diffuso nel Continente americano, dal Messico attraverso tutta l'America centrale fino alla Colombia e all'Ecuador occidentali.

## Tassonomia
Il genere comprende 9 specie:
- Gruppo H.alfaroi
  - Handleyomys alfaroi
  - Handleyomys chapmani
  - Handleyomys guerrerensis
  - Handleyomys melanotis
  - Handleyomys rhabdops
  - Handleyomys rostratus
  - Handleyomys saturatior
- Gruppo H.fuscatus
  - Handleyomys fuscatus
  - Handleyomys intectus